# Love Passion
Love Passion, romantisk bokserie (Libris 422491) i pocketformat utgiven på 1980-talet av Winthers Förlag.
| Volym | Titel                  | Författare         | Utgivningsår |
| ----- | ---------------------- | ------------------ | ------------ |
| 9     | Edens Lustgård         | Francine Shore     | 1984         |
| 10    | Gyllene drömmar        | Diana Morgan       | 1984         |
| 12    | Heta nätter i New York | Nina Coombs        | 1984         |
| 14    | Avslöjande motiv       | Ellie Winslow      | 1985         |
| 15    | Kärlekens slav         | Laurel Chandler    | 1985         |
| 16    | Farlig stolthet        | Charlotte Wisely   | 1985         |
| 17    | En enda natt           | Stephanie Richards | 1985         |
| 18    | Ödets makt             | Jillian Roth       | 1985         |
| 19    | En strimma hopp        | Melinda McKenzie   | 1985         |
| 20    | En väv av drömmar      | Nina Coombs        | 1985         |
| 21    | Starka viljor          | JoAnn Robb         | 1985         |